# Тетерук євразійський
Тетеру́к євразійський (Tetrao tetrix, раніше Lyrurus tetrix) — птах ряду Куроподібних, родини Фазанових, поширений у лісовій і лісостеповій смугах Європи й Азії. На початку XIX ст. траплявся по всій Україні, згодом його було винищено на більшій частині її території, зберігся лише на Поліссі та подекуди в Карпатах.

## Зовнішній вигляд

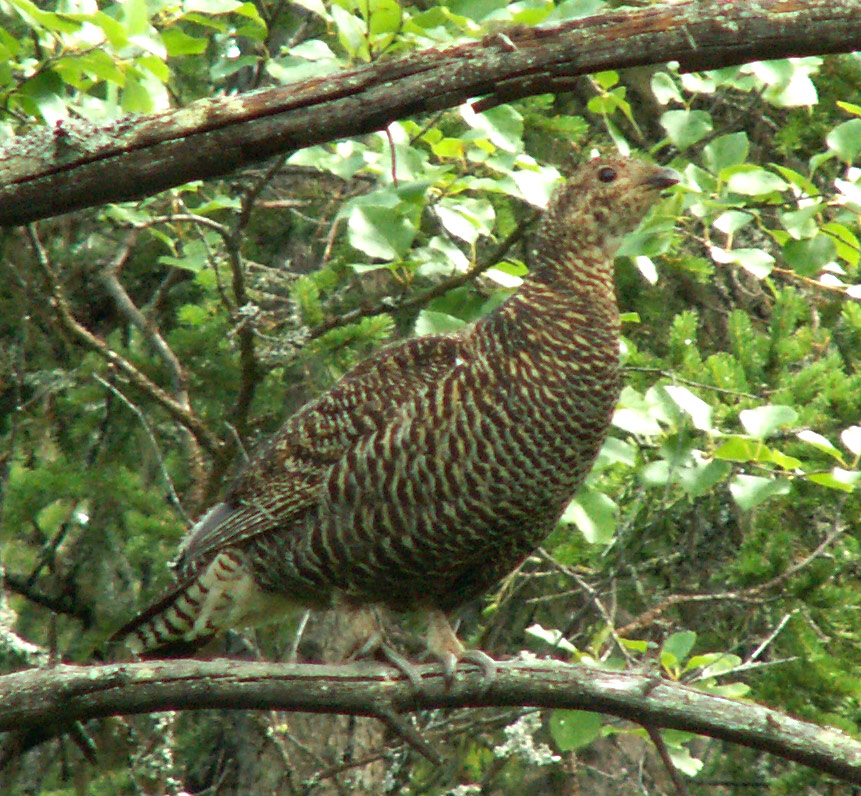
Самиця

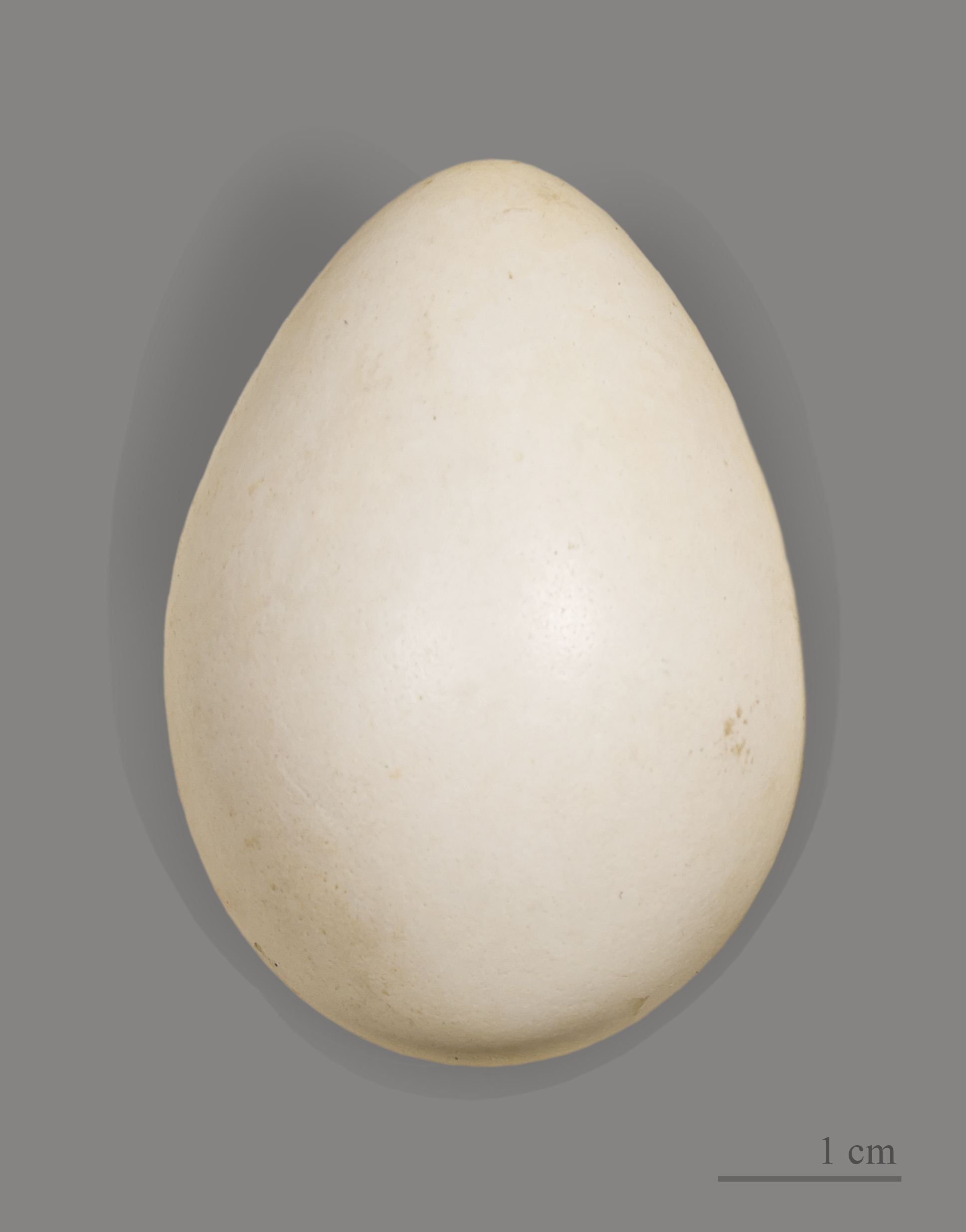
Lyrurus tetrix tetrix

Птахи середніх розмірів, маса самців у середньому 1,2-1,4 кг (зрідка до 1,7 кг), самок — менше 1 кг (інколи до 1,3 кг). Довжина тіла сягає 60 см. Самці відрізняються синювато-чорним забарвленням оперення, в якому різко виділяються білі дзеркальця на крилах і біле підхвістя. Самки сірувато-коричневі, строкаті, також з білими дзеркалами на крилах.

## Поширення
Тетерук населяє степову і лісостепову зони Євразії від Британських островів на сході до Сіхоте-Аліню. У Західній та Центральній Європі нині найчастіше трапляється у гірських лісах та на вересових пустищах, де ареал зазвичай має чітко виражений острівний характер. На півдні під впливом оранки степів і зменшення лісів ареал його скорочується, на півночі ж завдяки вирубці лісів займана територія поступово розширюється. В Україні поширений на Поліссі, у Карпатах та на півночі лісостепової смуги.

## Особливості біології
Напівосілий птах, місцями робить незначні сезонні кочівлі, більш регулярні в гірських районах. В деякі роки спостерігаються масові переселення тетеруків, пов'язані, ймовірно, з неврожаєм кормів.
Тетерук мешканець узлісь і лісостепу. У гніздовий час він віддає перевагу березовим лісам, що чергуються з зерновими полями, осиковими та липовими лісами по сусідству з великими вирубками і згарищами, лісовим узліссям і рідкому дрібноліссю з обов'язковою присутністю ягідників і сухих ділянок, необхідних для влаштування гнізд. Глухих високостовбурних лісів уникає.
Осілість у тетерука помітно менша, ніж у інших тетерукових. Якщо умови існування сприятливі, то велика частина птахів живе протягом усього життя на порівняно невеликій території, розміри якої не перевищують звичайно 10 км². Однак у випадку неврожаю зимових кормів (березових сережок або зерна), надмірному збільшенні чисельності в якому-небудь районі, тетеруки здатні робити масові переміщення, що часом приймають характер сезонних міграцій.

## Шлюбна поведінка
Шлюбне пожвавлення в самців починається задовго до появи перших проталин. Своєрідна, що нагадує булькіт води, що переливається, пісня тетерука, так зване бурмотання, буває чутна вже з початку березня. Однак дійсне токування самців починається пізніше — у другій половині квітня — початку травня, коли з відкритих місць уже зійде сніг. Тетерукове токовище розташовується на відкритому місці, на верхових болотах, на вирубках, але особливо часто на сінокісних луках, жовтих від торішньої трави. На півночі тетеруки токують навіть на льоді озер. Кількість самців на току залежить від загальної чисельності птахів у даному районі і може коливатися від декількох особин до декількох десятків птахів. Зараз повсюдно переважають токовища, де токують 5-12 самців, і помітно почастішали випадки, коли тетеруки токують поодинці.
У розпал шлюбної активності самці токують з винятковим запалом, і гарне токовище, можна знайти на слух за кілька кілометрів. Самці з'являються на токовище в повній темряві, незадовго до світанку, і відразу ж починають токування, розподіляючи по своїх ділянках. Кожний токуючий самець має на токовищі свою визначену ділянку, що він активно охороняє. У розпал току на межах ділянок раз у раз відбуваються сутички між сусідніми самцями.
Токуючий тетерук витягає шию і голову паралельно землі, широко розкриває хвіст, злегка відставляє крила, і в такій позі дрібними кроками пересувається ділянкою, виконуючи раз за разом свою пісню. Цілком розкритий хвіст стоїть вертикально або навіть закидається на спину. Час від часу самець випрямляється, вивертає груди і видає голосне шипляче чуфиркання.
Самки з'являються на світанку і спочатку літають окраїнами токовища, видаючи закличні звуки, а потім направляються в центр токовища до обраних ними самців. З появою самок інтенсивність токування різко підсилюється, а з їхнім зникненням поступово згасає. Токуючі тетеруки не втрачають своєї пильності ні на секунду, і підібратися до токовища на близьку відстань надзвичайно складно.

## Гніздування
Самки влаштовують гнізда поблизу токовища. У кладці здебільшого 7-9 яєць, хоча знаходили і великі кладки на 13 яєць. Термін висиджування становить 23-25 днів. Виводки спочатку тримаються густої трави на окраїнах луків біля лісових узлісь, а потім, коли пташенята досить підростуть, перебираються на ягідники.
Пізно восени відбувається формування зграй, що бувають як змішаними, так і що складаються або з самців, або з самок. Зимові зграї тетеруків можуть нараховувати по кілька сотень птахів, причому така зграя проводить усю зиму в межах невеликої території.
Тетеруки не дуже морозостійкі, навіть при помірних морозах -20°С, проводять під снігом 23 години на добу. У таких ситуаціях у птахів буває тільки одна годівля — зранку. Вийшовши з підсніжних камер, тетеруки летять до найближчих беріз, потім швидко набивають там свої зоби і знову зариваються під сніг.

## Живлення
Тетерук — рослиноїдний птах; тваринні корми споживаються пташенятами в ранньому віці, у дорослих вони мають невелике значення. Набір кормів значний: у кормовому раціоні є 80 видів рослин і 30 видів тварин. Особливо різноманітний він у весняно-літній період. У цей час у найбільшій кількості споживаються листки, пуп'янки, квіти, насіння багатьох трав'янистих і чагарникових рослин. Узимку птахи вживають переважно бруньки, сережки берези, вільхи, верби, осики, ягоди ялівця, а також шишечки соснової «озимини». Пташенята в перший тиждень харчуються майже винятково тваринами: павуками, жуками, гусінню, клопами, цикадами, комарами, мухами, а пізніше переходять на рослинні корми.

## Вороги, несприятливі фактори
У природі в тетерука досить багато ворогів, серед яких особливої уваги заслуговує яструб великий і лисиця. Узимку ланцюжки лисячих слідів тягнуться, як правило, тими місцями, де особливо охоче ночують тетеруки. Однак основний вплив на чисельність птахів робить погода того часу, коли відбувається масове вилуплення пташенят. Останнім часом чисельність тетеруків сильно скоротилася під дією різноманітних антропогенних факторів. Особливо згубними для птахів виявилися гранульовані добрива й інша с/г хімія, а також лінії електропередач. Усе це призвело до того, що з промислового виду тетерук перетворився в порівняно нечисленного птаха, полювання на якого заборонене у всіх районах.

## Охорона
Включено до Червоної книги України (1994, 2009), Бернської (Додаток ІІІ) конвенції. З метою охорони слід заборонити збір ягід, прокладання туристичних маршрутів та випасання худоби у гніздових і виводкових стаціях; регулювати чисельність ворогів виду, особливо бродячих собак і котів; налагодити штучне розведення з наступною інтродукцією у природне середовище.